# Ochna stolzii
Ochna stolzii är en tvåhjärtbladig växtart som beskrevs av Ernest Friedrich Gilg. Ochna stolzii ingår i släktet Ochna och familjen Ochnaceae. Inga underarter finns listade i Catalogue of Life.